# Vycházkový okruh Lužerady
Vycházkový okruh Lužerady se nachází na katastrálním území Loun. Měří 5,5 kilometrů. Na cestě jsou čtyři naučné tabule, orientované na flóru, faunu a historii území, kudy vede. Pojmenován je po místní lokalitě Lužerady.

## Trasa

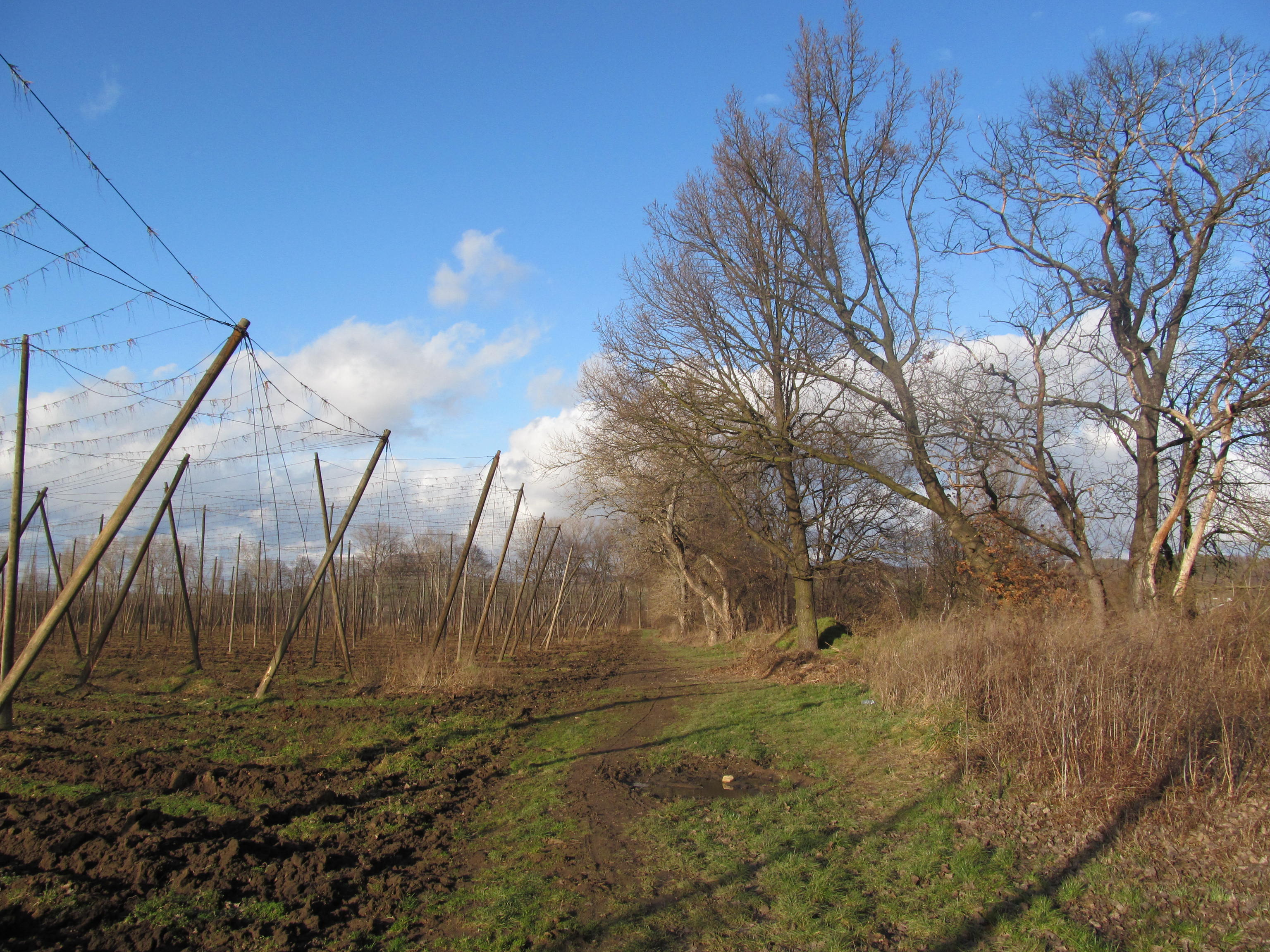
Pasáž cesty mezi chmelnicemi a Ohří

Okruh je součástí komplexu turistických cest v okolí Loun. Východiště s první tabulí je pod městskými hradbami naproti Baroknímu špitálu. Trasa dále vede po Mostě veslařů přes Ohři pod kulturní památku inundační most z 19. století k tůni, kde je druhé zastavení. Další cesta vede zahrádkářskou kolonií Na Losech a dále do polí. U odbočky na Dobroměřice se nachází třetí zastavení. Okruh dále pokračuje k samotě Lužerady, podle které je nazván. Toto toponymum se vyskytuje už v první polovině 14. století ve jménech lounských konšelů. Ve středověku a raném novověku zde byly hospodářské dvory lounských měšťanů. Od 16. století ale patřily dvě velké louky v Lužeradech majitelům sousedních Cítolib a tento stav zůstal až do první pozemkové reformy. V 19. století zde Schwarzenbergové, tehdejší majitelé Cítolib, postavili hájovnu. Ta byla kolem roku 1900 přeměněna na výletní restauraci.
Od Lužerad se cesta stáčí k Ohři, kde je čtvrtá zastávka. Podél řeky a chmelnic se přejde k železničnímu mostu. Pěší lávka pod ním přechází Ohři. Proti proudu řeky směřuje trasa zpět do centra města. Kolem loutkového divadla, originální stavby z roku 1920, pokračuje pod hradbami zpět k východišti.
Trasa je vedena po zpevněné cestě a je vhodná pro pěší turistiku i cykloturistiku. Ve srážkově bohatém období ale bývá značně zabahněná. Nabízí zajímavě pohledy na lounskou část Českého středohoří. Značená je místním značením KČT modré barvy, v seznamu tras KČT má číslo 9324.

## Seznam zastavení

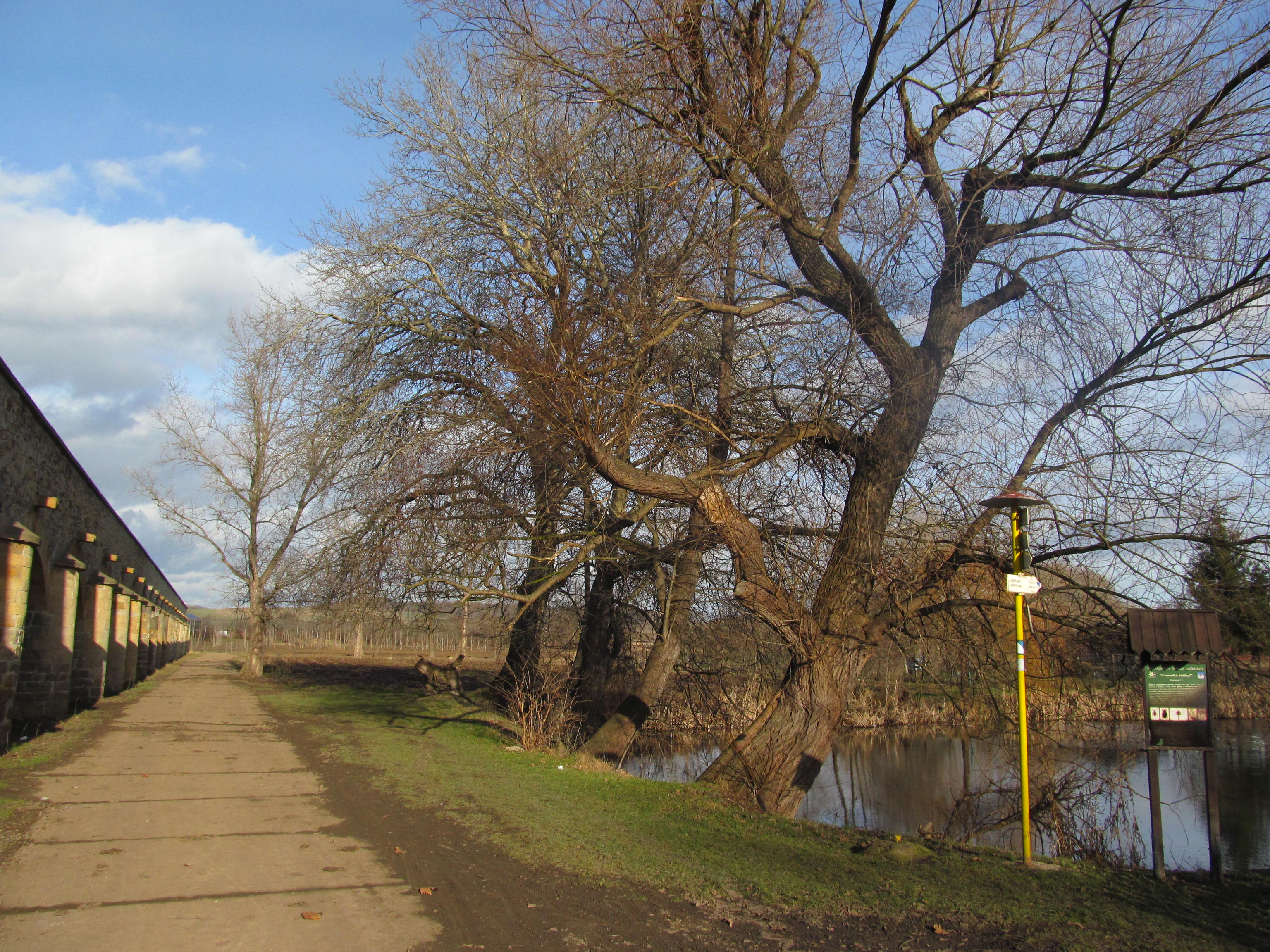
Prostor zastavení č. 2 s inundačním mostem a tůňkou

1. Pod Šancemi – charakteristika okruhu a mapka jeho trasy.
2. Lounská tůňka – popis tůně, mající od roku 1993 statut významného krajinného prvku.
3. Rozcestí U Dobroměřic – upozornění na význam kopců Oblíku a Rané.
4. Lužerady – stručná zmínka o budově a okolí.